# كفر حسان
كفر حسان إحدى قرى مركز سمنود التابع لمحافظة الغربية بجمهورية مصر العربية.

## التاريخ
قرية قديمة اسمها منية حسان وردت في تحفة الإرشاد من أعمال السمنودية ومن أعمال الغربية في التحفة السنية كما وردت في تاريخ 1228هـ/1813م الذي عدّ قرى مصر بعد المسح الذي قام به محمد علي باشا باسم «كفر حسان»، كانت القرية تتبع لمركز طلخا فلما أنشئ مركز سمنود سنة 1935 ألحقت به.

## السكان
بلغ عدد سكان كفر حسان 8064 نسمة حسب تقدير عام 2018.
| السنة  | 1882 | 1947 | 1960 | 1976 | 1986 | 1996 | 2006  | 2018 |
| ------ | ---- | ---- | ---- | ---- | ---- | ---- | ----- | ---- |
| القرية | 634  | 1680 | 2188 | 2047 | 4287 | 5263 | 6,176 | 8064 |